# 티모 휘버스
티모 휘버스(독일어: Timo Hübers, 1996년 7월 20일 ~ )은 독일의 축구 선수이다. 현재 1. FC 쾰른에서 수비수로 뛰고 있다.
2020년 3월 11일, 코로나바이러스감염증-19에 감염된 것으로 확인되었다.